# オリンゴ属
オリンゴ属（Bassaricyon）は、食肉目アライグマ科に分類される属。近年記載されたオリンギートを含む4種に分類される。ニカラグアからペルーにかけての中央アメリカ及び南アメリカの熱帯雨林に生息する。樹上性かつ夜行性で、生息域は海面高から高度2750mまでである。形態や習性は、近縁のキンカジュー属によく似るが、オリンゴ属は樹に巻き付くのに適した尾や押し出し可能な舌を持たず、鼻口がより長く、また肛門腺を持つ。遺伝的解析により、最も近縁なのは、実際はハナグマ属であることが示された。キンカジュー属が現存の他のアライグマ科の属から分岐したのが2260万年であるのに対し、オリンゴ属とハナグマ属の分岐は、約1020万年前と推定されている。従って、オリンゴ属とキンカジュー属の間の類似性は、平行進化の一例ということになる。

## 種
オリンゴ属を構成する種の数については、分類学者の間で議論がある。アレンオリンゴB. alleni、ギアナオリンゴB. beddardi、フサオオリンゴB. gabbii、ハリスオリンゴB. lasius、キリキオリンゴB. pauliという5つの種を認める立場や、B. alleniとB. gabbiiとの2つの種だけからなるとする立場、さらにはB. gabbii単一種の属であるとする立場がある。最近まで、フサオオリンゴ(B. gabbii)のみがよく知られており、単にオリンゴとも呼ばれていた。オリンゴ属が動物園に展示されることは滅多になく、しばしばキンカジューと誤同定される。
アレンオリンゴ(B. alleni)に似ているが区別される未記載のオリンゴが2006年にKristofer Helgenによってエクアドルのアンデス山脈Las Maquinasで発見された。彼はこの種をオリンギート(B. neblina)と名付け、2013年8月15日に発見を公表した。
解剖学、形態学、DNA、野外観察、地域分布等のデータから、Helgenらは、オリンゴ属には以下の4つの種が認められることを示した。
Bassaricyon alleni アレンオリンゴ Eastern lowland olingoギアナ、ベネズエラの低地、コロンビア、ペルー、ボリビア、アンデス山脈東部
ギアナオリンゴB. beddardiを含む。
Bassaricyon gabbii フサオオリンゴ Northern olingo中央アメリカ、ニカラグア、コスタリカ、パナマ西部の低地から高地
ハリスオリンゴB. lasius・キリキオリンゴB. pauliを含む。
Bassaricyon medius — Western lowland olingoパナマの低地、コロンビア、エクアドル、アンデス山脈西部
フサオオリンゴの亜種とされていたが、独立種として復活した。
Bassaricyon neblina オリンギート Olinguitoコロンビアとエクアドルのアンデス山脈の雲霧林に固有
属の分化は、約350万年前にオリンギートが他から分化したことで始まり、その後約180万年前にフサオオリンゴが分化し、低地に住む残りの2種は約130万年前に分化した。時期と地域分布から、最初の属の分化は、アメリカ大陸間大交差の際に、オリンゴ属の祖先が中央アメリカから侵入してすぐの頃に、南アメリカ北西部で起こったことが示唆されている。

|  | アレンオリンゴ(B. alleni) |
|  |                           |
|  | B. medius                 |
|  |                           |

|  | フサオオリンゴ(B. gabbii) |
|  |                           |

|  | アレンオリンゴ(B. alleni) |
|  |                           |
|  | B. medius                 |
|  |                           |

|  | フサオオリンゴ(B. gabbii) |
|  |                           |

|  | アレンオリンゴ(B. alleni) |
|  |                           |
|  | B. medius                 |
|  |                           |

|  | フサオオリンゴ(B. gabbii) |
|  |                           |

|  | アレンオリンゴ(B. alleni) |
|  |                           |
|  | B. medius                 |
|  |                           |

|  | フサオオリンゴ(B. gabbii) |
|  |                           |